# زیردریایی یو-۷۷۸
زیردریایی یو-۷۷۸ (به انگلیسی: German submarine U-778) یک زیردریایی بزرگ بود که طول آن ۶۷٫۱ متر (۲۲۰ فوت ۲ اینچ) گزارش شده است. این زیردریایی در سال ۱۹۴۴ ساخته شد.